# マレンマ・シープドッグ
マレンマ・シープドッグ（英: Maremma Sheepdog）は、イタリア原産の家畜護身用の犬種である。これに統括された数種の亜種と区別するときには本種をマレンマ・シープドッグ・マレンマーノ（英: Maremma Sheepdog Maremmano、伊: Pastore Maremmano Abruzzese）と呼ぶ。
本項では主にこのマレンマーノのことを解説するが、亜種についても併せて紹介、解説する。

## 歴史
マレンマーノは2000年以上の歴史を持つと考えられている古い犬種である。グレート・ピレニーズのような大きくて白くもこもことした犬種のなかまで、マレンマーノはグレート・ピレニーズの先祖にあたる。ホワイトのコートが好まれたのは、夜間でもよく見えて不審者や狼との区別がつけやすいからである。羊を泥棒や狼から守る家畜護身犬として働く他、夏には羊と一緒にその厚いコートを刈り取ってセーターなどの衣服の材料にもなった。作業犬として働いている個体は、丈夫な皮製で鉄の釘がついた首輪をつけて首の急所を守っている。2度の世界大戦が起こったときは力強くて体力のある犬種であったため伝令犬として使われたこともあった。そのため、世界各地で多くの犬種が絶滅していく中でも生き残る事が出来た。
第二次世界大戦の後にはペットやショードッグとしてイタリア国内で人気を博すようになると、スタンダードをめぐった激しい論争が始まった。イタリアにはマレンマーノに近い犬種が5～6種ほどあるが、それらはマレンマーノとたいした差が無いとしてFCIによりマレンマ・シープドッグとしてマレンマーノとそれらを統括して公認した。しかし、それはそれぞれの犬種のブリーダーの意見を無視した決定であったために彼らの怒りを買い、引きつづきこれらをそれぞれのブリーディング・ラインに則って繁殖をおこなっている人も多い。それによって非公認ながらも、それぞれが独立した犬種として、それぞれの特徴を残して今も生き残っている。
しかし、公式にはマレンマーノはマレンマ・シープドッグとして、それ以外のものはマレンマ・シープドッグの亜種としてまとめられている事に変わりは無い。そのためか、マレンマーノは現在でも世界的な人気があるのだが、亜種の一種であるマレンマ・シープドッグ・スムースコートは絶滅寸前の危機に陥っている。

## マレンマーノの特徴
グレート・ピレニーズよりも頭部は長く、サイズも小さい。グレート・ピレニーズの体高は雄69～81cm、雌63～74cmであるが、マレンマ・シープドッグ・マレンマーノの体高は雄雌ともに60～73cmである。体重は30～45kg。ホワイトのロングコートは厚くてやわらかく、雨天の中でも作業が出来る。口角は上がっていて、目つきは優しい。性格も穏やかで優しく、子供と遊ぶ事も大好きであるが、家族に絶体絶命の極限の危機が迫ったときにのみ、相手を容赦なく攻撃する。もちろん、普段は攻撃的な面を全く持ち合わせていないため、大型犬であるが初心者でも飼いやすい。垂れ耳、サーベル形の垂れ尾で足には狼爪がある。また、大柄な体格であるが他の親せき種に比べるとかなり俊敏な動きをする。運動量もかなり多い。

## マレンマ・シープドッグの亜種
これらはマレンマーノに統括され、マレンマ・シープドッグとして併せて呼ばれるようになった犬種の一例である。
地元ではFCI公認に従わず、以前の犬種名のままで呼ばれ、スタンダードもそのまま保持している亜種も多い。ほとんどは作業犬として使われている。
アブルツェーゼ・マスティフ（英: Aburuzzese Mastiff）
マレンマーノと同じくらい古い歴史を持つが、生い立ちははっきり分かっていない。マレンマーノよりも筋肉質の体つきのため、チベタン・マスティフとの関連があるという仮説はある。厚いロングコートで、毛色はホワイトもしくはクリーム。マレンマーノより力が強く、防衛本能が強い。
アブルッゼンフンド（英: Abruzzenhund）
マレンマーノより小型で、動きが更に素早い。希少種ながら時折ペットとしても飼育されている。厚いロングコートで毛色はホワイトまたはクリームの単色か、これらの地にグレーなどの斑。
マレンマ・シープドッグ・スムースヘアード（英: Maremma Sheepdog Smoothhaired）
別名はパストーレ・マレンマーノ。マレンマーノや他の亜種とは異なり、なめらかな硬めのスムースヘアである。そのため、雨天で働かせると風邪を引く恐れが多少あったが、優しく忍耐強くてしつけがよく入るため重宝された。ほかのマレンマーノとの違う点はアゴが強靭なことや細身で胴がやや長いこと、脚が長く胸が狭いこと、飾り毛のあるサーベル形の尾をときに断尾したことなどが挙げられる。昔からマレンマ・シープドッグと呼ばれていたが、他犬種との混同を避けるため、犬種名の語尾に「スムースヘアード」とつけて呼ばれる事になった。亜種の中で最も希少で、絶滅寸前である。